# Vườn quốc gia Yakushima
Vườn quốc gia Yakushima (屋久島国立公園 Yakushima Kokuritsu Kōen) là một khu bảo tồn nằm ở tỉnh Kagoshima, Kyushu, Nhật Bản. Nó bao gồm các phần của Quần đảo Ōsumi với Yakushima, toàn bộ diện tích đảo Kuchinoerabu-jima và một số khu vực biển xung quanh. Tổng diện tích của vườn quốc gia là 325,53 kilômét vuông (125,69 dặm vuông Anh).
Được thành lập vào ngày 16 tháng 3 năm 1964 và được giao cho vườn quốc gia Kirishima, sau đó trở thành vườn quốc gia Kirishima-Yaku. Vào ngày 16 tháng 3 năm 2012, Yakushima được tách thành tườn quốc gia Yakushima riêng biệt. Vườn quốc gia Kirishima-Yaku được đổi tên thành Kirishima-Kinkowan với diện tích 365,86 km².
Các phần của vườn quốc gia, cũng như Khu bảo tồn thiên nhiên Yakushima đã được UNESCO công nhận là Di sản thế giới từ năm 1993.

## Địa lý
Vườn quốc gia có diện tích hơn 20.989 hécta (51.860 mẫu Anh) trên đảo Yakushima. Đây là 42% diện tích đất của hòn đảo và 3.943,4 hécta (9.744 mẫu Anh) diện tích biển liền kề. Nó chủ yếu bao gồm bờ biển phía tây của hòn đảo. Kuchinoerabu-jima có diện tích 3.577 hécta (8.840 mẫu Anh) hoàn toàn nằm trong ranh giới vườn quốc gia và có thêm cả 4.043,5 hécta (9.992 mẫu Anh) vùng biển quanh đảo. Vì vậy, tổng diện tích toàn bộ vườn quốc gia là 24.566 hécta (60.700 mẫu Anh) và 7.986,9 hécta (19.736 mẫu Anh) diện tích biển.
Vùng lõi vườn quốc gia là dãy núi Okudake với đỉnh Miyanoura cao 1.936 mét. Một số ngọn núi được người dân coi là nơi linh thiêng, những ngọn núi khác có thể leo lên được. Du khách có thể đến các phần của khu vực bằng những con đường mòn đi bộ đường dài. Đảo có vùng khí hậu cận nhiệt đới ẩm với mùa hè nóng ẩm và mùa đông ôn hòa. Tùy thuộc vào vị trí, lượng mưa dao động từ 4.000 và 8.000 milimét (160 và 310 in) mỗi năm. Cảnh quan của hòn đảo Kuchinoerabu-jima được đặc trưng bởi những ngọn núi lửa khác nhau và những khu rừng rậm rạp.

## Mô tả
Tổng cộng có 1900 loài thực vật, 16 loài động vật có vú và 150 loài chim đã được tìm thấy trong vườn quốc gia. Đây là nơi sinh trưởng rộng rãi của những cây liễu sam và đỗ quyên. Một khu vực rộng 1.219 hécta (3.010 mẫu Anh) là nơi có những cây liễu sam cổ thụ Yakusugi lâu đời nhất Nhật Bản ước tính hơn 2000 năm nhưng lại không phải là một phần của vườn quốc gia. Vào ngày 17 tháng 5 năm 1975, Hanayama ở vùng núi Yakushima được chỉ định là Khu vực hoang dã Yakushima, được bảo vệ đặc biệt.
Về động vật, đây là nơi có loài khỉ tuyết Nhật Bản. Bãi biển Nagata-hama là nơi làm tổ quan trọng của loài đồi mồi. Ở cuối phía tây nam của hòn đảo là Công viên hải dương Kurio, nơi có các rạn san hô và động vật hoang dã kỳ lạ. Kuchinoerabu-jima là nhà của loài Dơi quạ Ryukyu đang bị đe dọa.